# Trichearias nigella
Trichearias nigella är en fjärilsart som beskrevs av Paul Dognin 1905. Trichearias nigella ingår i släktet Trichearias och familjen äkta malar.
Artens utbredningsområde är Ecuador. Inga underarter finns listade i Catalogue of Life.